# Loi sur les armes à Porto Rico
 (mars 2022).
La mise en forme du texte ne suit pas les recommandations de Wikipédia : il faut le « wikifier ».
Les points d'amélioration suivants sont les cas les plus fréquents. Le détail des points à revoir est peut-être précisé sur la page de discussion.
- Les titres sont pré-formatés par le logiciel. Ils ne sont ni en capitales, ni en gras.
- Le texte ne doit pas être écrit en capitales (les noms de famille non plus), ni en gras, ni en italique, ni en « petit »…
- Le gras n'est utilisé que pour surligner le titre de l'article dans l'introduction, une seule fois.
- L'italique est rarement utilisé : mots en langue étrangère, titres d'œuvres, noms de bateaux, etc.
- Les citations ne sont pas en italique mais en corps de texte normal. Elles sont entourées par des guillemets français : « et ».
- Les listes à puces sont à éviter, des paragraphes rédigés étant largement préférés. Les tableaux sont à réserver à la présentation de données structurées (résultats, etc.).
- Les appels de note de bas de page (petits chiffres en exposant, introduits par l'outil «  Source ») sont à placer entre la fin de phrase et le point final[comme ça].
- Les liens internes (vers d'autres articles de Wikipédia) sont à choisir avec parcimonie. Créez des liens vers des articles approfondissant le sujet. Les termes génériques sans rapport avec le sujet sont à éviter, ainsi que les répétitions de liens vers un même terme.
- Les liens externes sont à placer uniquement dans une section « Liens externes », à la fin de l'article. Ces liens sont à choisir avec parcimonie suivant les règles définies. Si un lien sert de source à l'article, son insertion dans le texte est à faire par les notes de bas de page.
- La présentation des références doit suivre les conventions bibliographiques. Il est recommandé d'utiliser les modèles {{Ouvrage}}, {{Chapitre}}, {{Article}}, {{Lien web}} et/ou {{Bibliographie}}. Le mode d'édition visuel peut mettre en forme automatiquement les références.
- Insérer une infobox (cadre d'informations à droite) n'est pas obligatoire pour parachever la mise en page.

Pour une aide détaillée, merci de consulter Aide:Wikification.
Si vous pensez que ces points ont été résolus, vous pouvez retirer ce bandeau et améliorer la mise en forme d'un autre article.

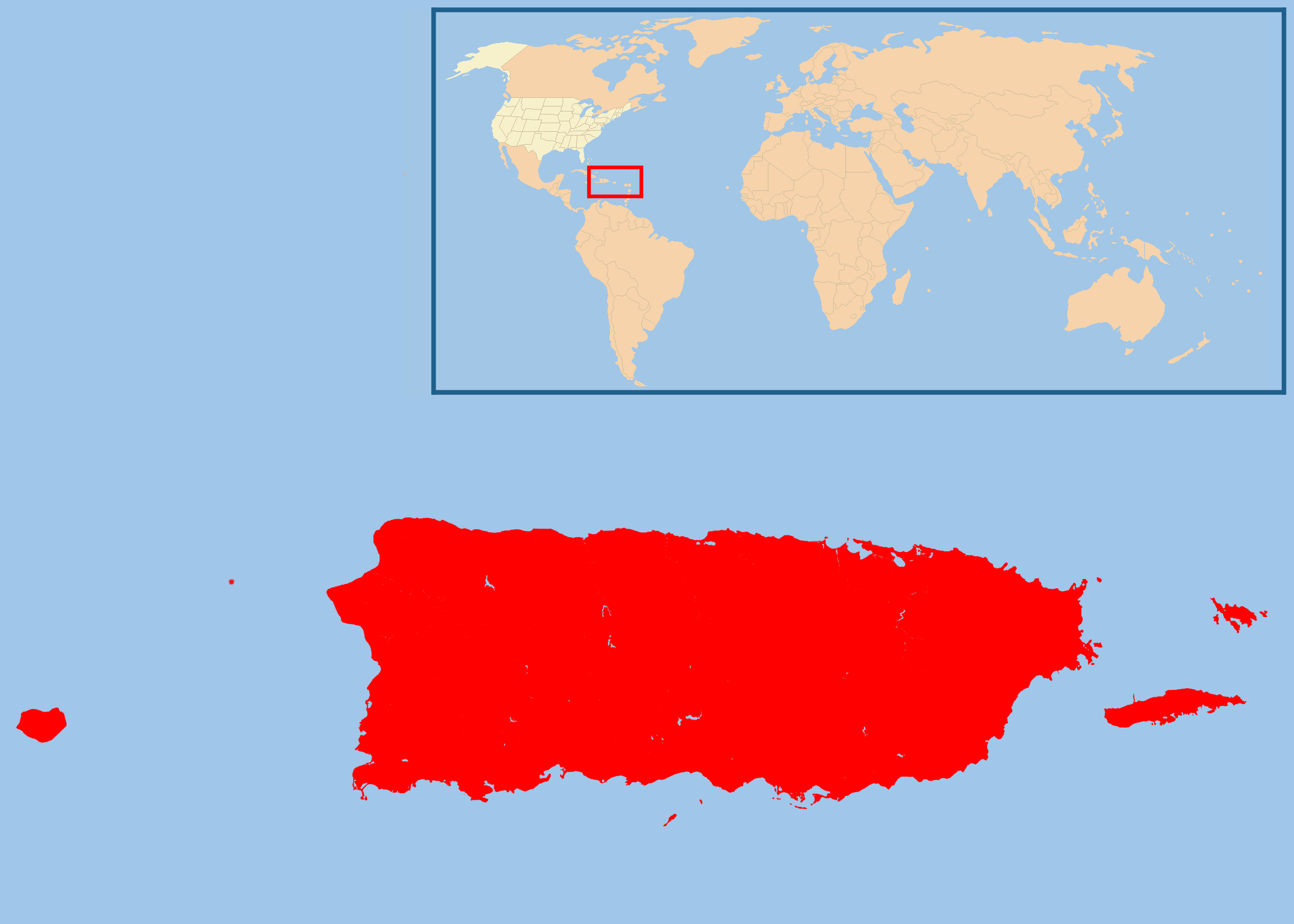
Localisation de Porto Rico par rapport aux États-Unis continentaux.

À Porto Rico, la loi réglemente la vente, la possession et l'utilisation d'armes à feu et de munitions. En tant que territoire non incorporé des États-Unis, Porto Rico est une «juridiction annexe» à laquelle s'appliquent les "affaires insulaires". À l'exception des dispositions de la Constitution américaine qui s'appliquent par elles-mêmes, seules les dispositions constitutionnelles étendues par le Congrès s'appliquent à l'une des juridictions concernées.
Les licences d'armes à feu et les crimes liés aux armes à feu sont définis dans la loi 404 de 2000,.
Le 11 décembre 2019, la gouverneure Wanda Vázquez Garced a signé la loi de 2020 sur les armes de Porto Rico, qui est entrée en vigueur le 1er janvier 2020. La loi a réduit les frais du permis, met en place un régime de délivrance sans nécessiter de raison valable, a combiné le permis de possession et le permis de port en un seul permis, institué le port d'arme dissimulée et le "stand your ground",,.

## Récapitulatif
| Sujet/loi                                                      | Armes d'épaule | Armes de poing | Lois pertinentes | Remarques |
| -------------------------------------------------------------- | -------------- | -------------- | ---------------- | --- |
| Permis requis pour acheter ?                                   | Non            | Non            |                  | Un permis est requis pour prendre possession d'une arme à feu à Porto Rico, mais pas pour l'acheter. |
| Enregistrement d'armes à feu ?                                 | Oui            | Oui            |                  | |
| Loi sur les fusils d'assaut ?                                  | Non            | Non            |                  | |
| Limitation de la capacité du chargeur ?                        | Non            | Non            |                  | |
| Permis propriétaire requis ?                                   | Oui            | Oui            |                  | Depuis le 1er janvier 2020, la licence de propriétaire et la licence de transport sont les mêmes. |
| Permis requis pour le port dissimulé ?                         | Oui            | Oui            |                  | À compter du 1er janvier 2020, une licence doit être émise, même sans nécessiter de raison valable. Auparavant, elle pouvait être délivrée conformément à la loi, mais les permis étaient rarement accordés aux citoyens ordinaires. Le port dissimulé sans restriction a été techniquement autorisé du 20 juin 2015 au 31 octobre 2016 à la suite d'un procès contestant les lois restrictives sur les armes à feu de Porto Rico. La décision du tribunal inférieur annulant de nombreuses lois du territoire a été portée en appel par le gouvernement devant la cour d'appel, qui a annulé la décision de la cour basse. La Cour suprême de Porto Rico a refusé d'entendre l'appel de la décision de la cour d'appel des plaignants dans l'affaire, rétablissant ainsi la politique d'autorisation restrictive de Porto Rico pour le port dissimulé. |
| Port visible autorisé ?                                        | Non            | Non            |                  | Le port ouvert sans permis a été techniquement autorisé du 20 juin 2015 au 16 novembre 2016, à la suite d'un procès contestant les lois restrictives sur les armes à feu de Porto Rico. La décision de la cour basse annulant de nombreuses lois du territoire a été portée en appel par le gouvernement territorial devant la cour d'appel, qui a annulé la décision du tribunal inférieur le 16 novembre 2016. La Cour suprême de Porto Rico a refusé d'entendre l'appel de la décision de la cour d'appel des plaignants dans l'affaire, rétablissant ainsi l'interdiction de portage ouvert de Porto Rico. |
| Armes NFA restreintes ?                                        | Oui            | Oui            |                  | |
| Lois sur les voyages paisibles ?                               | Oui            | Non            |                  | La loi fédérale (FOPA) s'applique. |
| Vérification des antécédents requise pour les ventes privées ? | Oui            | Oui            |                  | |

## Processus d’obtention de licence
Les personnes souhaitant obtenir une licence d'armes à feu à Porto Rico doivent remplir une demande de licence à l'aide du formulaire PR-329, de demande de licence d'armes. Avec le formulaire dûment rempli, les personnes doivent également fournir leur numéro de sécurité sociale, une preuve de date de naissance et de présence légale sur le territoire, une copie de leur permis de conduire ou toute autre pièce d'identité sauf un passeport, une photo récente, un certificat de casier judiciaire vierge datant de moins de 30 jours, un chèque de 200 $ et ses empreintes digitales doivent être prises par le bureau de police. De plus, le demandeur doit être âgé d'au moins 21 ans et ne doit pas répondre à la définition d'une personne interdite en vertu de l'article 922 (g) de la loi sur le contrôle des armes à feu de 1968. Depuis 2021, si le demandeur satisfait ces exigences, la loi exige que le bureau de police approuve la demande dans les 30 jours suivant sa soumission. Le titulaire du permis ne peut acheter que des munitions du calibre des armes à feu qu'il possède. Après l'octroi de la licence, la police est autorisée à « passivement, sans troubler la paix et la tranquillité de la personne faisant l'objet de l'enquête ni violer l'intimité du domicile » continuer à enquêter sur le titulaire de la licence pour s'assurer qu'aucune fausse information n'a été fournie par le demandeur au cours du processus de demande. La licence doit être renouvelée tous les cinq ans en soumettant une déclaration sous serment et en payant des frais de 100 $.
Les demandes de permis d'armes à feu ont augmenté de 70 % après le passage de l'ouragan Maria en 2017 en raison des inquiétudes suscitées par la panne d'électricité généralisée et l'absentéisme de la police.

## Histoire
En 2015, à la suite d'un recours collectif avec plus de 800 plaignants, une cour basse a jugé que plusieurs dispositions de la loi existante étaient anticonstitutionnelles. La décision a été annulée après que le gouvernement de l'État ait fait appel. La Cour suprême de Porto Rico a refusé d'entendre l'affaire, laissant la décision de la cour d'appel en place.
En septembre 2016, une société d'instruction sur les armes à feu a poursuivi le gouvernement de l'État devant un tribunal fédéral, arguant de l'inconstitutionnalité de plusieurs dispositions de la loi. Il n'y a pas eu de décision en septembre 2020,,.